# Kagomera (periodiskt vattendrag i Gitega)
Kagomera är ett periodiskt vattendrag i Burundi.   Det ligger i provinsen Gitega, i den centrala delen av landet, 70 kilometer öster om huvudstaden Bujumbura.
Omgivningarna runt Kagomera är en mosaik av jordbruksmark och naturlig växtlighet. Runt Kagomera är det ganska tätbefolkat, med 239 invånare per kvadratkilometer.